# Pomnik Zygmunta Berlinga w Warszawie
Pomnik Zygmunta Berlinga – pomnik Zygmunta Berlinga, który w latach 1985–2019 znajdował się w Warszawie przy ulicy Wał Miedzeszyński, w pobliżu skrzyżowania z Trasą Łazienkowską.

## Historia
Monument został odsłonięty w 1985 w miejscu, skąd we wrześniu 1944 żołnierze 3 Dywizji Piechoty im. Romualda Traugutta dokonali desantu na przyczółek czerniakowski. Znajdujący się w pobliżu most Łazienkowski nosił w latach 1981–1998 imię Zygmunta Berlinga.
Po 1989 monument był kilkakrotnie oblewany czerwoną farbą. Miał zostać usunięty na podstawie tak zwanej ustawy dekomunizacyjnej z 2016 i do końca 2019 przeniesiony do magazynu Muzeum Historii Polski. Jednak 4 sierpnia 2019 rzeźba została rozbita, a na cokole namalowano Znak Polski Walczącej. 
Zniszczona rzeźba została zmagazynowana przez Urząd Dzielnicy Praga-Południe. O odbudowę pomnika do prezydenta Warszawy zaapelował Włodzimierz Czarzasty, przewodniczący Sojuszu Lewicy Demokratycznej. 
Zgodnie z informacją przekazaną przez Stołecznego Konserwatora Zabytków pomnik nie będzie odbudowany i miał zostać przekazany do muzeum. Muzeum Historii Polski w Warszawie poinformowało jednak, że z powodu utracenia przez pomnik walorów ekspozycyjnych nie przyjmie go do swoich zbiorów. Przepisy tzw. ustawy dekomunizacyjnej zabraniają ponownego wyeksponowania monumentu w przestrzeni publicznej.
Po zniszczeniu rzeźby cokół pomnika został rozebrany i w jego miejscu urządzono skwer z wybiegiem dla psów.

## Projekt i wymowa
Monument został zaprojektowany przez Kazimierza Danilewicza. Trzymetrowa rzeźba generała została wykonana z białego marmuru pochodzącego z Kojełgi, natomiast trzymetrowy cokół z napisem Generał broni Zygmunt Berling 1896–1980 z czerwonego wapienia kieleckiego. Na frontowej ścianie pomnika umieszczono wyrytego w piaskowcu orła. Zwrócona w stronę lewobrzeżnej Warszawy postać trzymającego w prawej dłoni lornetkę generała została pokazana od kolan w górę, co było interpretowane jako niemożność udzielenia pomocy walczącemu miastu.

## Galeria

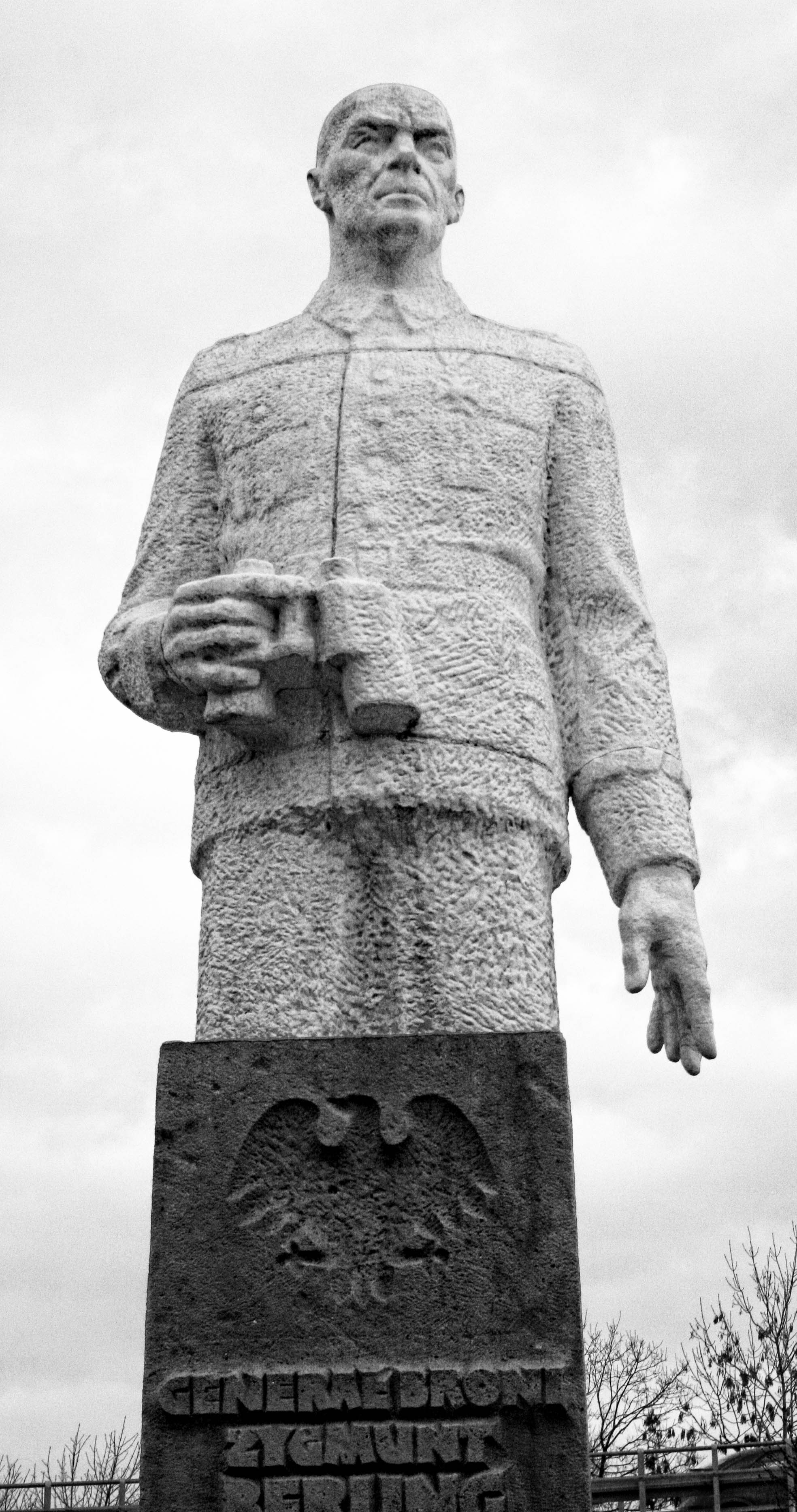
Rzeźba Zygmunta Berlinga (2011)
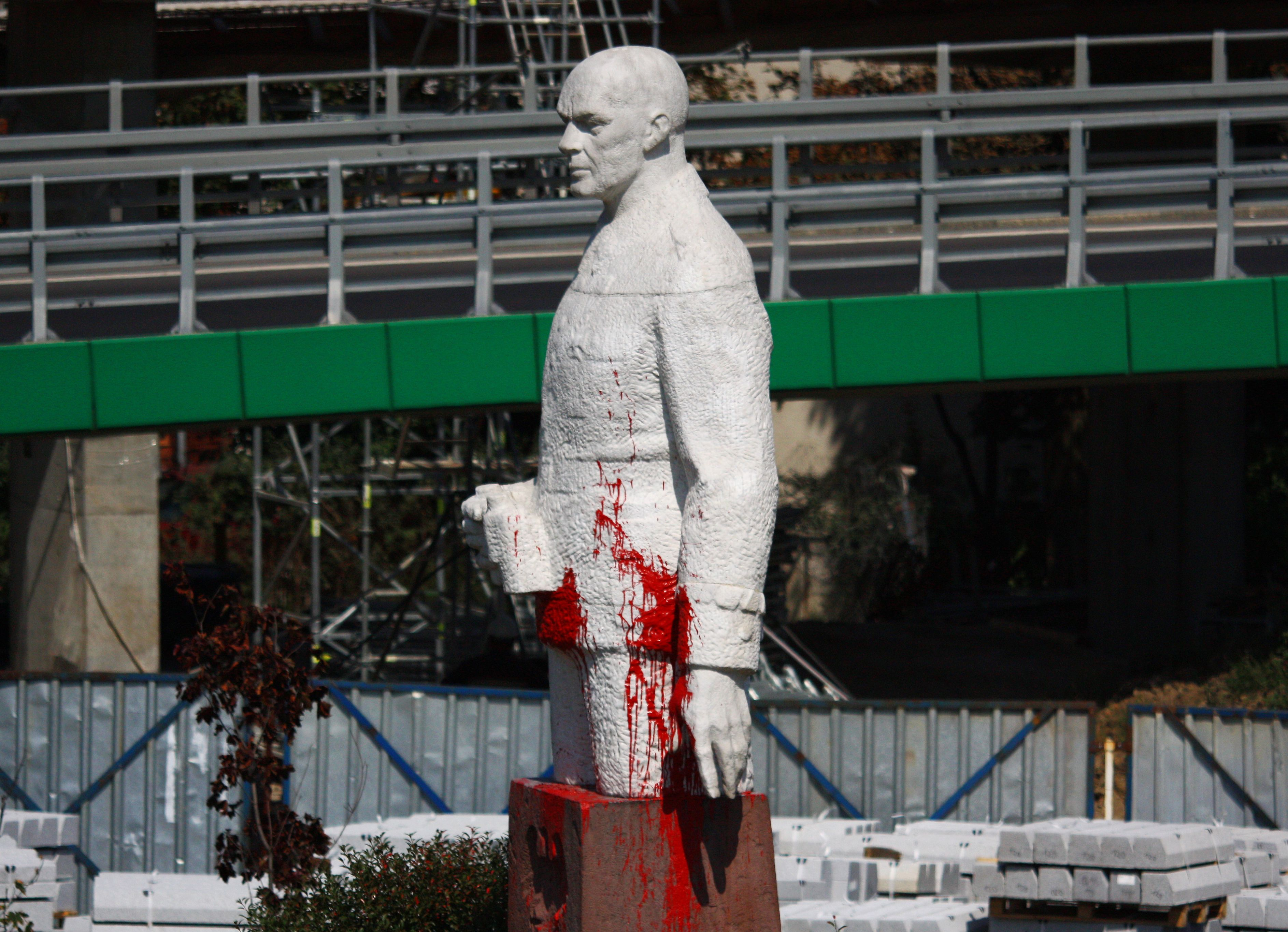
Pomnik oblany czerwoną farbą, 7 sierpnia 2008
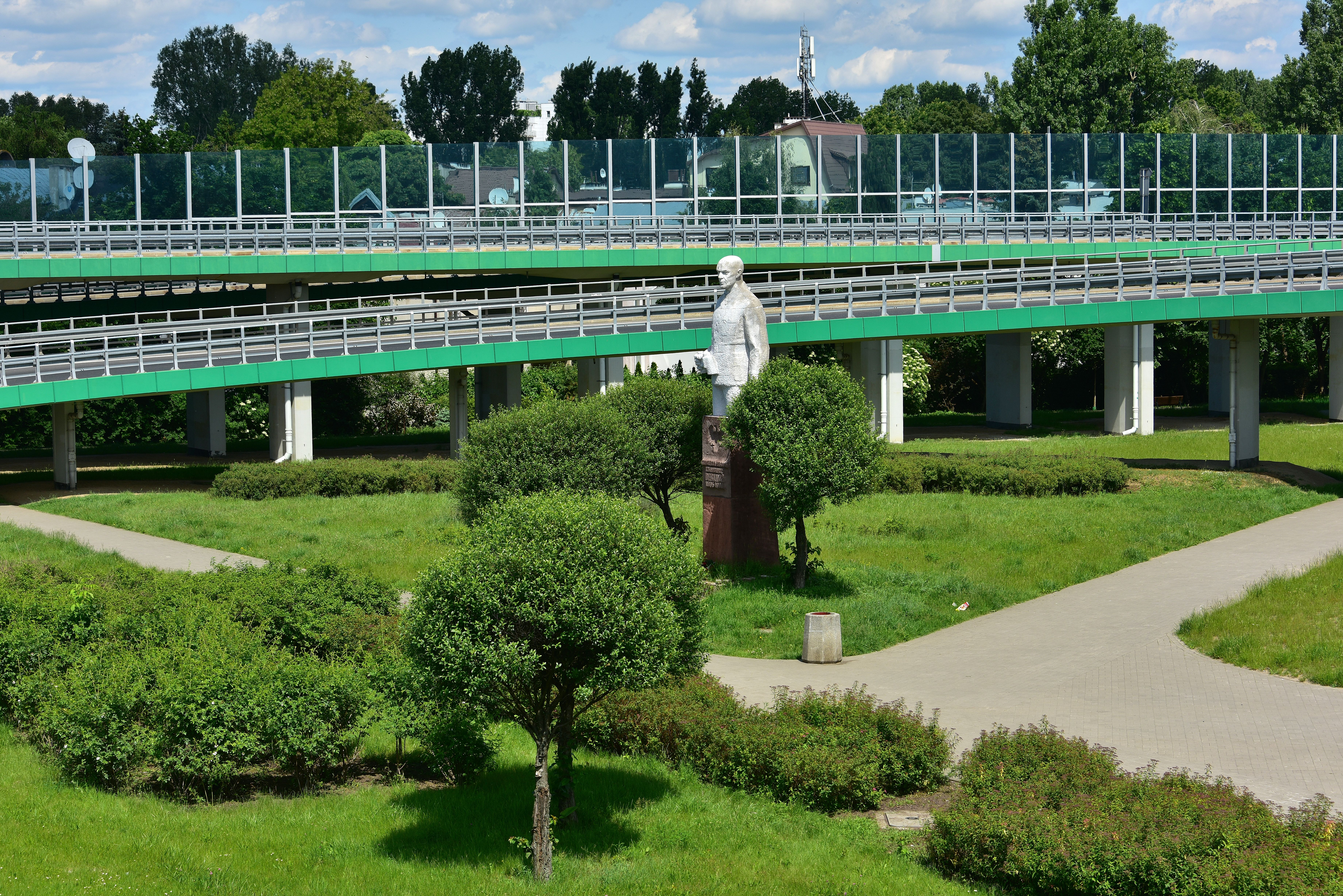
Monument i jego najbliższe otoczenie, czerwiec 2019
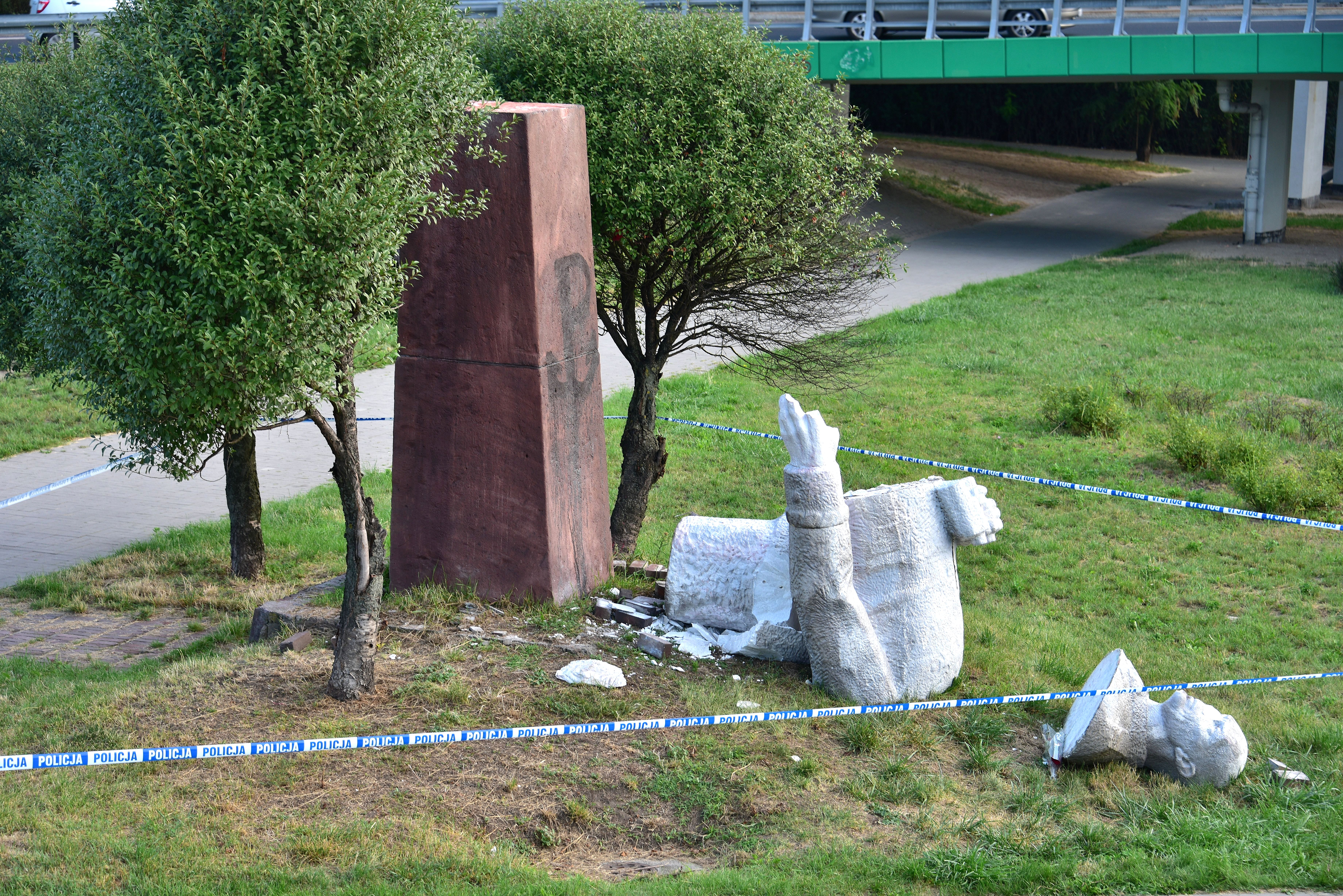
Rozbita rzeźba, 5 sierpnia 2019